# Ephesite
L'ephesite è un minerale appartenente al gruppo delle miche.